# Dáfia
Dáfia är en ort i Grekland.   Den ligger i prefekturen Nomós Lésvou och regionen Nordegeiska öarna, i den östra delen av landet, 260 km nordost om huvudstaden Aten. Dáfia ligger 13 meter över havet och antalet invånare är 992. Den ligger på ön Lesbos.
Terrängen runt Dáfia är kuperad åt nordväst, men åt sydost är den platt. Havet är nära Dáfia söderut. Runt Dáfia är det ganska glesbefolkat, med 27 invånare per kvadratkilometer. Närmaste större samhälle är Polichnítos, 17,7 km söder om Dáfia. 